# Chantillac
Chantillac är en kommun i departementet Charente i regionen Nouvelle-Aquitaine i västra Frankrike. Kommunen ligger  i kantonen Baignes-Sainte-Radegonde som ligger i arrondissementet Cognac. År 2022 hade Chantillac 372 invånare.

## Befolkningsutveckling
Antalet invånare i kommunen Chantillac
Referens:INSEE